# Dunlap (Schiff)
Die USS Dunlap (Kennung DD-384) war ein Zerstörer der U.S. Navy im Zweiten Weltkrieg. Sie war das Typschiff der Dunlap-Klasse und das einzige Schiff, das diesen Namen trug. Namensgeber war Brigadier General Robert H. Dunlap (USMC).
Taufpatin des Schiffes war Mrs. Robert H. Dunlap, Witwe des Namensgebers; Erster Kommandant war Commander A. E. Schrader.
Bauwerft war die „United Dry Docks Inc.“, (eine Tochter von Bethlehem Steel) in Staten Island, New York.
Der Zerstörer führte zunächst den einfarbigen Anstrich „solid“ (Ocean gray 5-O) und ab März 1944 den Anstrich nach Tarnschema 31, Muster 9d (Dark Pattern System) mit den Farben:
- Haze gray (5-H)
- Ocean gray (5-O)
- Dull black (BK)

## Einsatzgeschichte

### Vorkriegszeit
Nach der Indienststellung führte die Dunlap Ausbildungsfahrten an der Ostküste der USA durch und wurde im Juni 1938 als Geleitschiff der MS Kungsholm eingesetzt, als diese mit dem schwedischen Kronprinzen an Bord in Philadelphia einlief. Am 1. September 1938 begann die Dunlap ihre Fahrt an die Westküste, wo sie zunächst stationiert wurde. Nach einer Ausbildungsfahrt in die Karibik lief sie wegen technischer Probleme die Werft in Staten Island zur Überholung an. Danach wurde das Schiff zu Überwachungs- und Patrouillenfahrten an der Westküste eingesetzt um am 2. April 1940 den neuen Heimathafen Pearl Harbor anzulaufen.

### Zweiter Weltkrieg
Am 7. Dezember 1941, während des japanischen Angriffs auf Pearl Harbor, befand sich die Dunlap auf See. Sie fuhr Geleitschutz für die TF 8, die Flugzeuge nach Wake gebracht hatte und jetzt auf dem Rückweg nach Pearl Harbor war, wo der Verband am nächsten Tag eintraf.
Ab dem 9. Dezember 1941 fuhr sie im Patrouillen- und Sicherungsdienst in den hawaiischen Gewässern, bis sie am 11. Januar 1942 mit der TF 8 zu Luftangriffen gegen die Marshallinseln auslief. Von diesem Unternehmen kehrte der Verband am 5. Februar 1942 zurück um am 24. Februar 1942 erneut, diesmal zu einem Unternehmen gegen Wake, auszulaufen. Danach folgten bis zum 22. März 1942 Patrouillenfahrten in den Gewässern um Hawaii. Anschließend fuhr die Dunlap Geleitschutz an der Westküste der USA, bis sie am 22. Oktober 1942 nach Hawaii zurückkehrte, um danach nach Noumea, (Neukaledonien) auszulaufen, wo sie am 5. Dezember 1942 eintraf. Von diesem Stützpunkt aus operierte der Zerstörer im Bereich Fidschi, Tonga und den Neuen Hebriden. Es wurden in der Hauptsache Ausbildungs- und Patrouillenfahrten, aber auch Geleitschutz durchgeführt. Am 30. Juli 1943 verlegte die Dunlap nach Guadalcanal, um von hier aus im Gebiet der Salomonen zu operieren.
In der Nacht vom 6. auf den 7. August 1943 wurde die Dunlap, zusammen mit fünf anderen Zerstörern (TG 31.2) ausgesandt, einen japanischen Konvoi abzufangen, der Verstärkungen nach Kolombangara bringen sollte. In der sich daraus entwickelnden Schlacht im Vella-Golf gelang es der Task Group, drei japanische Zerstörer zu versenken und den vierten in die Flucht zu schlagen. Trotz des erbittert geführten Gefechts erlitt die Dunlap keine Beschädigungen.
Nach einer Werftliegezeit in San Diego verlegte die Dunlap am 23. November 1943 nach Adak, wo sie bis zum 16. Dezember 1943 Patrouillendienste versah. Am 21. Dezember 1943 kehrte sie nach Pearl Harbor zurück, um der 5. Flotte zugewiesen zu werden. Hier fuhr sie im Abwehrschirm um die Flugzeugträger während der vom 19. Januar bis zum 4. März 1944 andauernden Operationen gegen die Marshallinseln. Danach erfolgte ein kurzer Aufenthalt in Espiritu Santo mit anschließender Fahrt nach Fremantle, wo sich der Zerstörer der British Eastern Fleet anschloss. Nach gemeinsamen Ausbildungsabschnitten, die die Flotte nach Trincomalee auf Ceylon führte, beteiligte sich die Dunlap an den Aktion am 17. Mai 1944 gegen Soerabaja auf Java. Danach fuhr sie nach Hawaii zurück, wo sie am 10. Juni 1944 einlief.
Die Dunlap traf am 7. Juli 1944 in San Francisco ein, wo sie dem Geleitschutz des Schweren Kreuzers USS Baltimore zugeteilt wurde. Auf diesem unternahm Präsident Franklin D. Roosevelt eine Inspektionsfahrt entlang der Westküste der USA bis Alaska und konferierte mit hochrangigen Marinekommandeuren.
Am 12. August 1944 in Seattle aus dem Geleitschutz entlassen, kehrte die Dunlap zunächst nach Pearl Harbor zurück und verlegte dann ab dem 1. September 1944 wieder auf den pazifischen Kriegsschauplatz. Am 3. September 1944 beschoss sie Wake und erreichte dann am 12. September 1944 Saipan, um von hier aus im Rahmen der „Marianas Patrol“ Patrouillen- und Geleitschutzdienste durchzuführen.
Am 9. Oktober 1944 nahm die Dunlap an der Beschießung von Marcus Island teil und wurde ab dem 16. Oktober 1944 der „US 3rd Fleet“ zugeteilt. Diese beschoss japanische Stellungen auf Luzon und unterstützte die Landungen auf Leyte. Während des japanischen Gegenangriffs auf die Philippinen war die Dunlap auf dem Weg nach Ulithi, kehrte jedoch um, um den Sicherungsschirm der TG 38.1 zu verstärken. Diese verfolgte am 25. und 26. Oktober 1944 die sich nach der Schlacht im Leyte Golf auf dem Rückzug befindlichen japanischen Seestreitkräfte. Danach erfolgte die vorher beabsichtigte Verlegung nach Ulithi mit anschließenden Patrouillenfahrten ab dem 29. Oktober 1944.
Im November und Dezember 1944 sowie im Januar 1945 beteiligte sich der Zerstörer an den Beschießungen von Iwojima. Am 19. März 1945 unterstützte die Dunlap die Besetzung der Insel mit anschließenden Patrouillenfahrten um die japanische Evakuierung der Bonin-Inseln zu verhindern.
Der Dunlap gelang es am 19. Juni 1945, ein japanisches Schiff zu versenken, das versuchte von Chichi Jima zu entkommen. Dabei wurden 52 Schiffbrüchige gerettet.
An Bord der Dunlap fanden am 31. August 1945 Kapitulationsverhandlungen der japanischen Streitkräfte auf den Bonin-Inseln statt, die am 3. September 1945 auf dem Schiff unterzeichnet wurden.
Am 19. September 1945 trat sie über Iwo Jima die Heimreise an. Mit einem Zwischenstopp in San Pedro erreichte sie Houston für einen „Navy Day“. Danach verlegte die Dunlap nach Norfolk, wo sie am 7. November 1945 einlief und am 14. Dezember außer Dienst gestellt wurde. Am 28. Januar 1947 aus der Schiffliste gestrichen, wurde sie am 31. Dezember 1947 zum Abbruch verkauft.

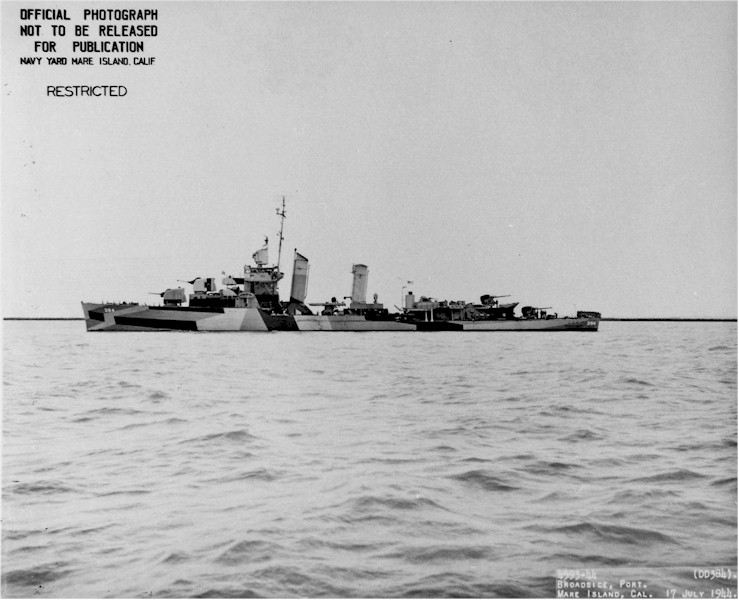
USS Dunlap in Tarnanstrich nach 31/9d

## Bewaffnung bis zur Modernisierung
- 5 × 5"/L38-Geschütze M12 (12,7 cm) in zwei Türmen und drei M21-Lafetten. Die Geschütze Nr. 51[3] und Nr. 52 auf der Back, ein Geschütz auf dem Deckshaus hinter dem Schornstein (Nr. 53 – dieses war in der Längsrichtung nicht einsetzbar), sowie die beiden Heckgeschütze Nr. 54 und 55
- 12 × 21-inch-M15-Torpedorohre (4×3).
- 4 × 12,7-mm-Maschinengewehre Browning M2. Zwei auf einer Plattform vor und unterhalb der Brücke und zwei auf dem Deckshaus vor dem Geschütz Nr. 54
- 2 × Wasserbomben-Abrollgestelle am Heck.

## Modernisierung
Bereits 1942 wurden die Artillerie und die Flugabwehr geändert. Ein 12,7-cm-Geschütz und die 12,7-mm-Maschinengewehre fielen weg, dafür kamen acht 20-mm-Maschinenkanonen an Bord.
Im Jahr 1943 erfolgte eine nochmalige Kampfwertsteigerung.
- Ausrüstung mit Ortungs- und Feuerleitradar „Mk 33 Gun Fire Control System“
- Ausrüstung mit Radarantenne „Mk 4 o“
- zusätzliche Aufstellung von 40-mm-Bofors-Flugabwehrgeschützen

### Bewaffnung
- 2 × 5"/L38-Geschütze M12 (12,7 cm) in Türmen
- 2 × 5"/L38-Geschütze M12 (12,7 cm) in M21-Lafetten.
- 4 × (2×2) Bofors-40-mm-Flugabwehrkanonen
- 5 × Oerlikon-20-mm-Maschinenkanonen.
- 8 × M15-21"-Torpedorohre (53,3 cm).
- 2 × Wasserbombenabrollgestelle am Heck.
- 4 × K-gun-Wasserbombenwerfer an Backbord und Steuerbord in Höhe des Geschützes Nr. 53

## Flottenzuteilungen
- Am 30. September 1939

Destroyer Flotilla 2
DESRON (Destroyer Squadron) 6
DESDIV (Destroyer Division) 12
- Am 1. Oktober 1941

Destroyer Flotilla 2
DESRON (Destroyer Squadron) 6
DESDIV (Destroyer Division) 12 (Führungsschiff)

## Ehrungen
Der Dunlap wurden für ihre Verdienste während des Krieges sechs Battle Stars zuerkannt.

## Kommandanten
- CDR Albert Ernest Schrader Jr.  12. Juni 1937 – ?
- LCDR Rockwell Justus Townsend   1939
- LCDR Carl Hilton Bushnell   1940
- LCDR Virginius Randolph Roane   1941
- CDR Clifton Iverson  Februar 1943 – August 1944